# Южная компания

Карта Новых Нидерландов и Новой Швеции 1650-х годов

Южная компания, Компания южных морей (швед. Söderkompaniet, Söderhavskompaniet, Södersjökompaniet) — шведская торговая компания, ведшая свою деятельность в XVII веке и являвшаяся первой попыткой шведов принять участие в трансокеанской торговле.

## История
В 1624 году голландец Виллем Усселинкс получил разрешение шведского правительства на создание компании для торговли с Азией, Африкой и Америкой. Свою деятельность она должна была начать с 1 мая 1627 года. 14 июня 1626 года ей была выдана привилегия, которая на 12 лет закрепляла за ней монопольное право на плавание и торговлю к югу от Гибралтарского пролива. Вкладывать денежные средства в компанию позволялось любому желающему. Иностранцы, вложившие 25 тысяч далеров, становились полноправными гражданами того места в Швеции, где они проживали, и освобождались от налогов. Среди участников компании были шведский король Густав II Адольф и князь Иоганн Казимир.
После подписки были проведены выборы директоров компании, в которых могли участвовать и быть избранными лишь те, кто внёс сумму не менее 1000 далеров. Дирекция избиралась сроком на 6 лет. Помимо жалования в 1000 далеров, директора получали по 6 шведских марок в день на расходы во время своих поездок. Все корабли компании должны были отплывать из Гётеборга и туда же возвращаться из рейса, и лишь затем расходиться по местам своей приписки. Однако в деятельности компании возникли проблемы из-за нехватки пригодных судов и трудностей со сбором объявленных вложений. Вероятно, именно это стало причиной того, что в 1629 году была образована Судовая компания (Skeppskompaniet), целью которой было оснащение 16 «добрых» судов, пригодных как для обороны страны, так и для ведения морской торговли. Генеральным директором новой компании был назначен А.Кабильяу, которому в 1630 году было также поручено собрать с участников Южной компании обещанные денежные средства.

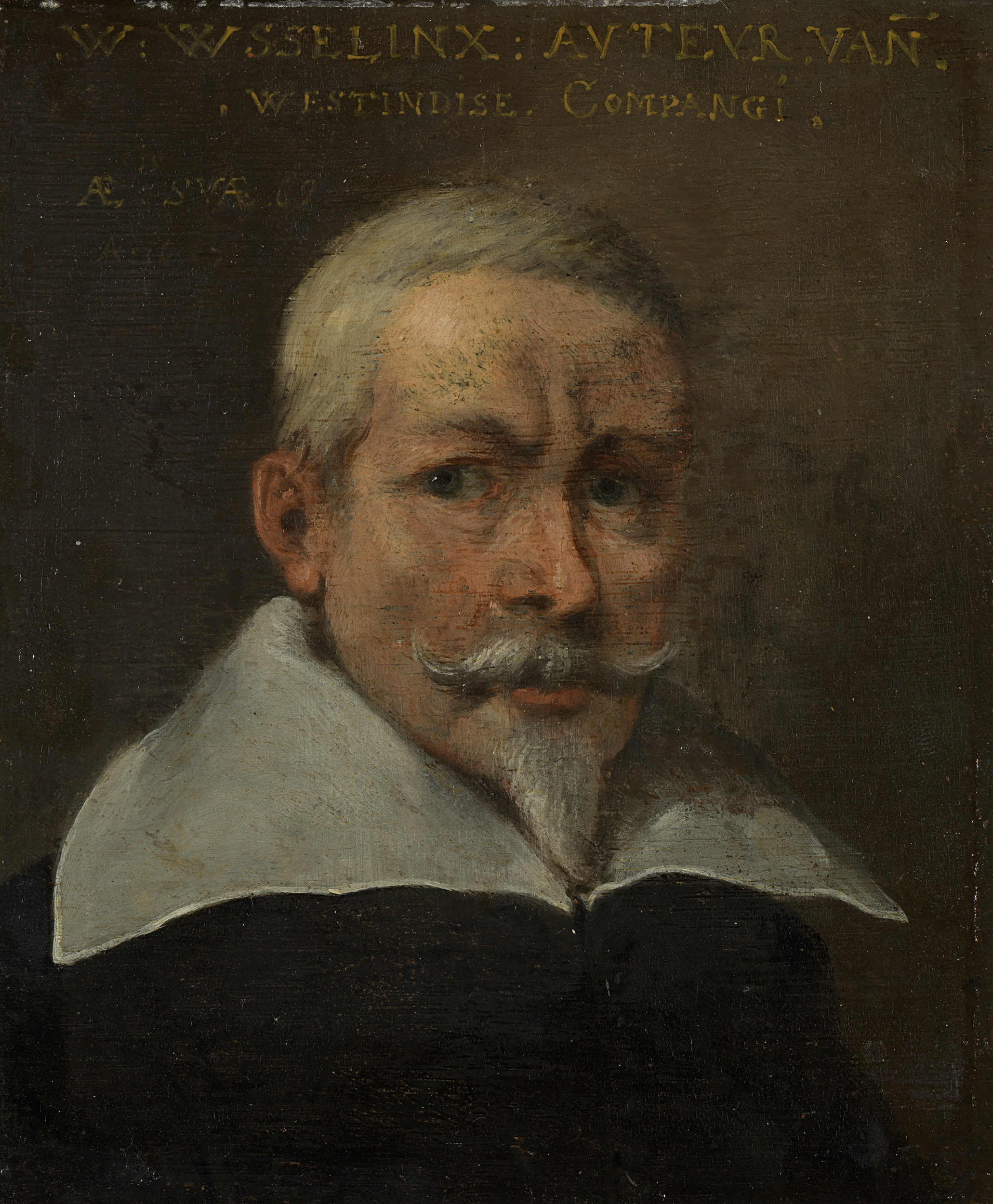
Виллем Усселинкс, создатель Голландской Вест-Индской компании и Шведской Южной компании

Усселинкс безрезультатно пытался привлечь к предприятию Францию, Голландию и Англию. Тем временем 16 кораблей, оснащённых Судовой компанией, перешли в собственность Южной компании, и их начали отправлять в торговые экспедиции. Однако в 1632 году испанцы конфисковали у компании четыре судна, а в 1634 году ещё пять кораблей были арестованы голландцами, которые, впрочем, вскоре их отпустили. Недовольство директорами у участников компании росло. Против них в Стокгольмском надворном суде было выдвинуто обвинение, и он признал их виновными в халатном ведении дел. Однако по настоянию короля обвинения с них сняли, но на них было наложено обязательство дать отчёт о своей деятельности, чего давно требовали участники. Однако таковой подготовлен так и не был.
На риксдаге 1636 года встал вопрос, что делать с 10 судами, которые являлись единственной оставшейся у компании собственностью. Большинством голосов было решено распределить их по различным городам, откуда они и вели бы торговлю. Некоторые из них в последующие годы продолжали использоваться для плаваний в Америку, а в 1640 году правительство решило выкупить суда в казну, но вскоре без согласия участников передало оставшиеся суда новообразованной Вест-Индской компании, в которую на правах участия вошли Судовая и Южная компании. Именно на этих судах впоследствии плавали экспедиции, основавшие в Америке шведскую колонию Новая Швеция.
В качестве компенсации Южная компания в 1641 году получила монополию на право торговли в стране табаком, однако она была упразднена уже в 1649 году. 15 декабря того же года компания получила также новую привилегию на торговлю с Африкой, Азией и Америкой, закреплявшую за ней на 24 года монополию на торговлю с этими частями мира. Из действия монополии была, однако, исключена Компания Новой Швеции. О дальнейшей деятельности компании ничего неизвестно. Вероятно, таковая была свёрнута ещё задолго до указа от 20 октября 1680 года, гласившего о том, что все компании должны быть упразднены.

## Источник
- Nordisk familjebok, B. 28, — Stockholm, 1919.